# Gregorio Parcero
Fra Gregorio Parcero o Gregorio Parcero de Castro (Tui (Galícia), ca. 1563 — Tortosa, 1663). Religiós benedictí, abat en diverses ocasions, i bisbe d'Elna, de Girona i de Tortosa.

## Biografia
Fill d'Esteban Parcero de Castro, empleat de la Inquisició, i de Teresa Estébez Bagarín, neix a Tui (Galícia) al voltant de 1563.
Entra molt jove al monestir de San Martiño Pinario de Santiago de Compostel·la, després es trasllada al monestir de San Vicente d'Oviedo, ciutat on realitza els estudis de teologia i filosofia, i aconsegueix el mestratge en Arts i Teologia, en la seva universitat. Ascendeix en l'Orde de Sant Benet, i així fou abat de San Martiño Pinario (1621-1625), abat general de la congregació d'observança de San Benito el Real de Valladolid (1625-1629) i abat de l'església de San Martín de Madrid (1629-1630). El 26 de desembre de 1627, fra Parcero, com a general de la congregació, visita l'Abadia de Montserrat i confirma les constitucions dels ermitans.
És nomenat bisbe d'Elna el 12 d'agost de 1630 i pren possessió mitjançant procurador l'11 de març de 1631. L'endemà entra a Perpinyà, seu del bisbat des de 1601, amb tot el cerimonial. Realitzà una completa visita per tota la diòcesi.
Era un religiós eminentment pastoral i reformador, imbuït de l'esperit tredentí, i destacava per la caritat amb els pobres, la defensa dels seus fidels, el càstig de les immoralitats públiques i la immunitat eclesiàstica.
Parcero fou un bisbe molt estimat a les diòcesis catalanes d'on fou titular successivament: Perpinyà (Elna), Girona i Tortosa. En donen testimoni les gestions dels estaments públics gironins per tal que no s'executés l'ordre [d'expulsió] contra el seu bisbe. Ell també sempre fou amic dels catalans i se sentia vinculat al país.
El 21 de juliol de 1633 el rei Felip IV el presenta per a bisbe de Girona, el papa Urbà VIII el nomena el 19 de desembre de 1633, pren possessió el 20 de febrer de 1634 amb procurador, i entra en el bisbat el 12 de març. En 1636 realitza un viatge a Roma. Realitzà visites pastorals els anys 1634-1635, 1638-1639, 1640 i 1641. En plena revolta dels Segadors de 1640 defensà al poble enfront de les brutalitats dels terços espanyols, arribant a excomunicar-los, aconseguint la simpatia dels revoltats i les ires de la cort; però en 1643, ocupada Girona per les tropes franceses, les autoritats del Principat el desterren per mantenir-se fidel al seu rei i no voler jurar fidelitat al monarca francès Lluís XIII. Sotmesa Catalunya a l'obediència del rei d'Espanya, torna fra Parcero a Girona a principis de 1653, però per poc de temps perquè estava dolgut per la seva expulsió i no volia continuar-hi.
El 31 de març de 1653 Felip IV el promou per a bisbe de Tortosa, però fins a 1656 no arriba el nomenament de Roma, quan ja hi residia a Tortosa. Sols arribar a la diòcesi inicia una visita pastoral. En 1659 també era l'administrador apostòlic de les seus vacants d'Elna i Girona.
Mor a Tortosa, quasi centenari, l'any 1663, i fou soterrat a la nau central de la catedral.